# Bridgette Radebe
Bridgette Motsepe Radebe est une femme d'affaires sud-africaine. Elle est la seule femme au XXe siècle à la tête d’une industrie minière dans ce pays.

## Biographie
Elle est née le 26 février 1960, et est la sœur aînée de Patrice Motsepe. Elle commence sa carrière à British Petroleum dans les années 1980, avant de créer en 1987 une société de développement pour aider les entrepreneurs du reste du continent à monter des entreprises en Afrique du Sud, puis à s'intéresser à la gestion des puits de mines,. En 1995, alors que l'Afrique du Sud sort de l'apartheid, elle crée la société Mmakau Mining, qui produit du platine, de l'or et du chromite, et devient progressivement une entreprise de premier rang.
Elle est la présidente de l'Association sud-africaine pour le développement minier, regroupant les compagnies du secteur détenues par des Noirs, et son mari Jeff Radebe est ministre. Le 1er mai 2004, elle rejoint, en tant que directrice non exécutive, le conseil d’administration du groupe Sappi, spécialisé dans le papier et la pâte à papier,,. Pour autant, elle n'hésite pas à critiquer la gestion des ressources minières, aux mains de sociétés privées monopolistiques. Pour elle, l'Afrique du Sud a commencé à se réinventer mais doit remettre en cause ses modèles économiques et imaginer dans le domaine minier une coopération entre secteur public et secteur privé et une autre répartition des bénéfices.
Bridgette Radebe a reçu l'International Businessperson of the Year Award en mai 2008 par la Global Foundation for Democracy. Ce prix rend hommage à des personnalités du monde des affaires qui ont fait une différence dans le domaine de l'évolution des politiques environnementales et des paysages.
Les 1er et 2 juillet 2011, elle est invitée avec son mari à la cérémonie de mariage du prince Albert II de Monaco et de Charlene Wittstock, une ancienne championne de natation sud-africaine dont ils sont proches.
En 2020, le gouvernement du Botswana mandate AfriForum afin de le représenter dans une affaire de blanchiment d'argent impliquant Bridgette Radebe,,.